# Schwetschkeopsis elongata
Schwetschkeopsis elongata là một loài Rêu trong họ Fabroniaceae. Loài này được (Dixon & P. de la Varde) W.R. Buck & H.A. Crum miêu tả khoa học đầu tiên năm 1978.